# Semioruga

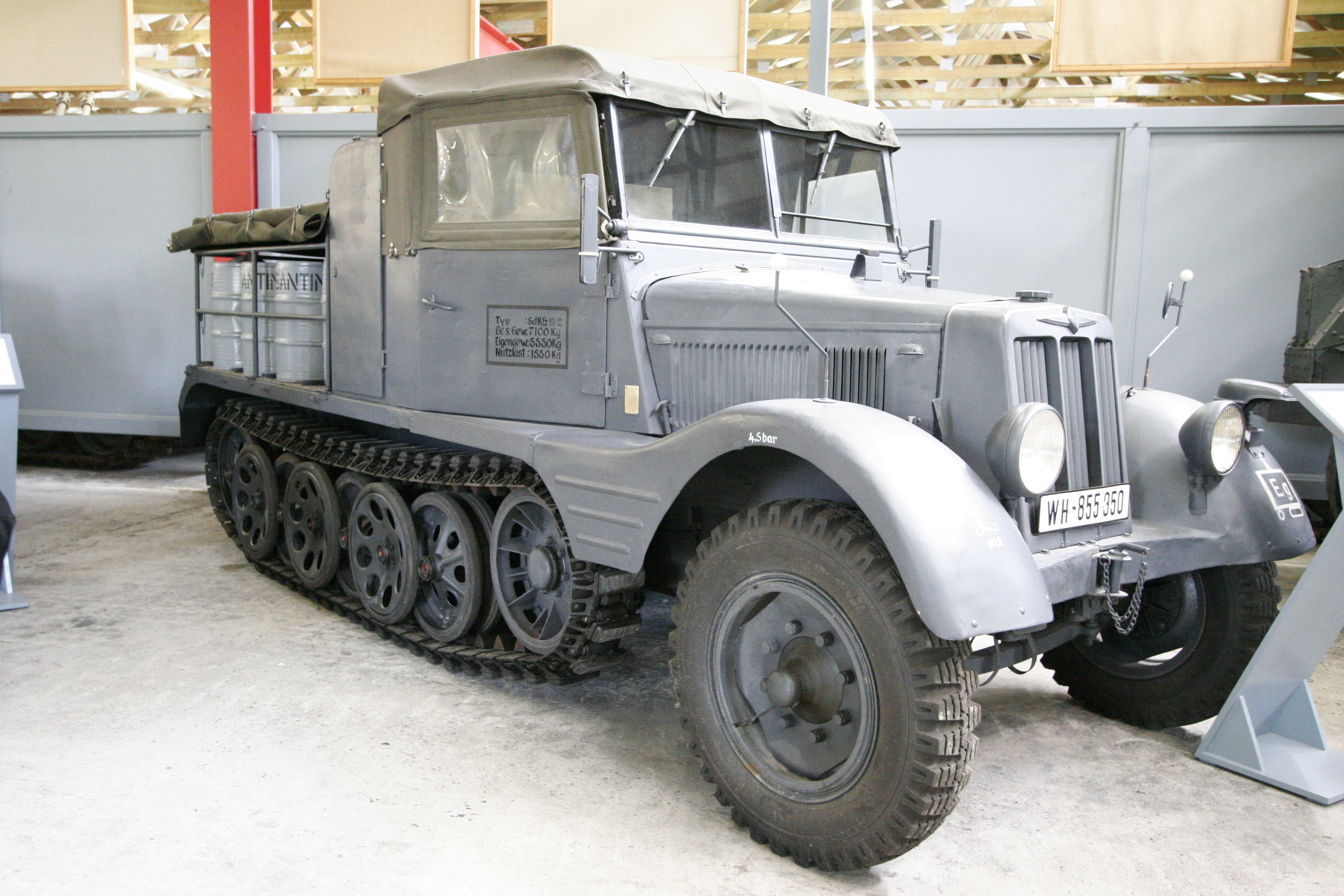
El SdKfz 11. del Deutsches Panzermuseum (Munster, Alemania).

Un semioruga es un vehículo automóvil con ruedas convencionales instaladas en la parte delantera, para la dirección, y con orugas instaladas en la parte trasera, para la tracción y para soportar la mayoría de la carga del vehículo. El objetivo de esta combinación es dar al vehículo la capacidad todoterreno de un vehículo de orugas, asociada a la maniobrabilidad de un vehículo de ruedas. La gran ventaja de los semiorugas sobre los vehículos de ruedas es el hecho de que sus orugas reducen la presión global del vehículo sobre el suelo, permitiéndole una mayor movilidad sobre terrenos blandos (como el lodo y la nieve). En relación con los vehículos de orugas, una importante ventaja de los semiorugas consiste en que no precisan de los complejos mecanismos de dirección de aquellos, dependiendo sólo de las ruedas frontales para ser manejados, que son complementados en algunos casos con frenos en las orugas, controlados por el volante. Por otro lado, el manejo de un vehículo semioruga no obliga a las habilitaciones especiales necesarias para los vehículos de orugas, pudiendo ser fácilmente realizado por una persona habilitada para conducir un vehículo de ruedas.

## Historia

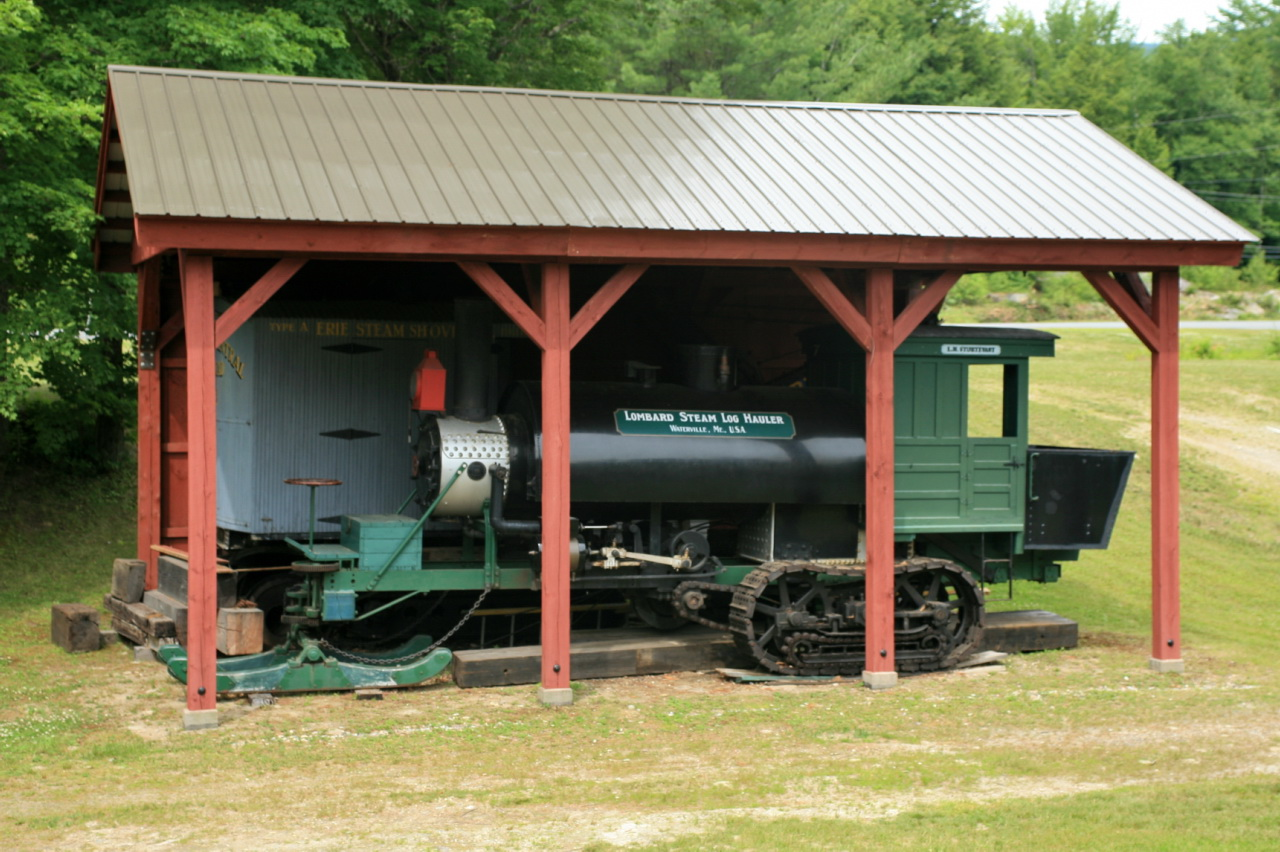
El Lombard Steam Log Hauler.

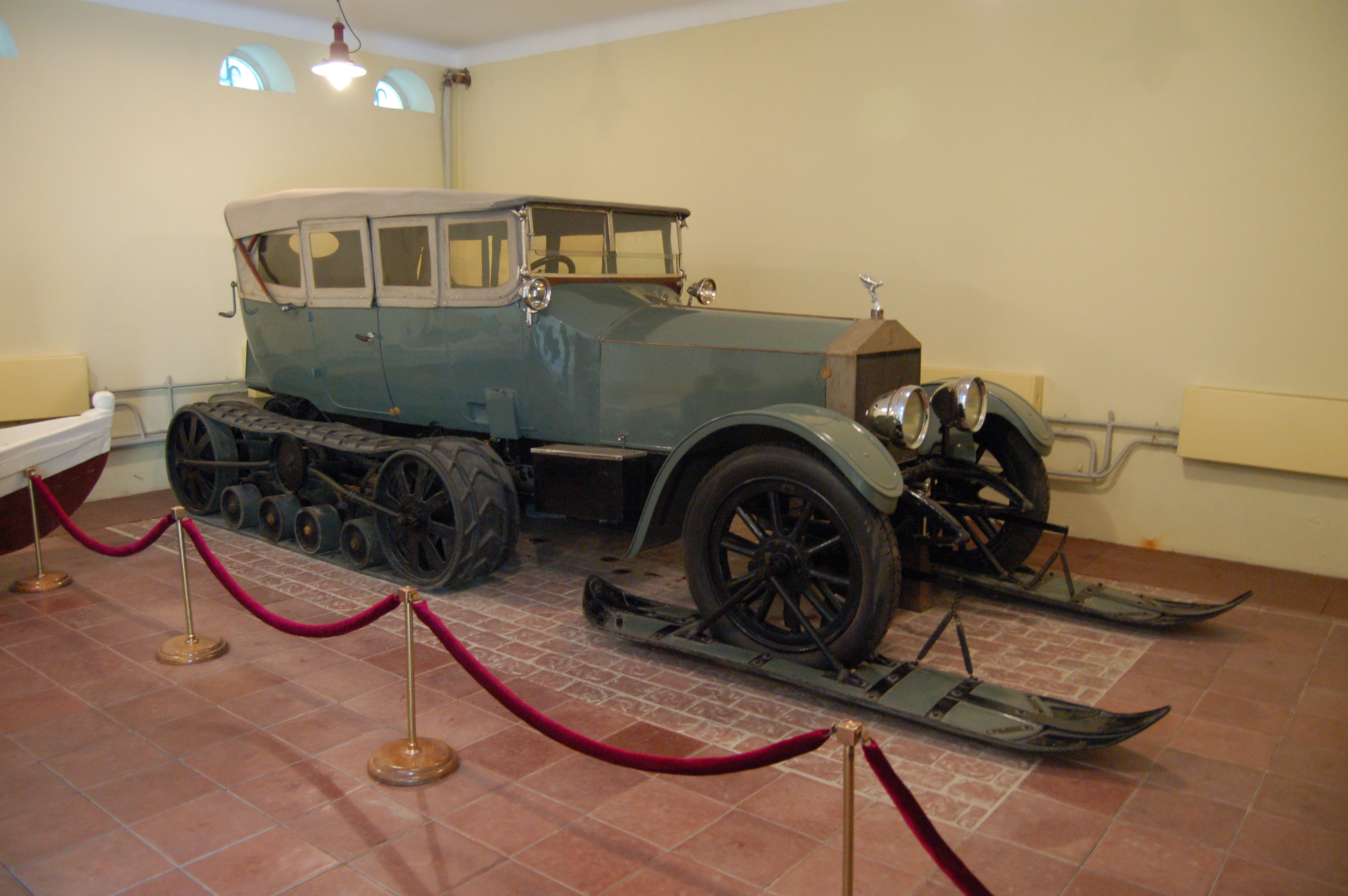
El Rolls-Royce Silver Ghost con orugas Kégresse de Lenin.

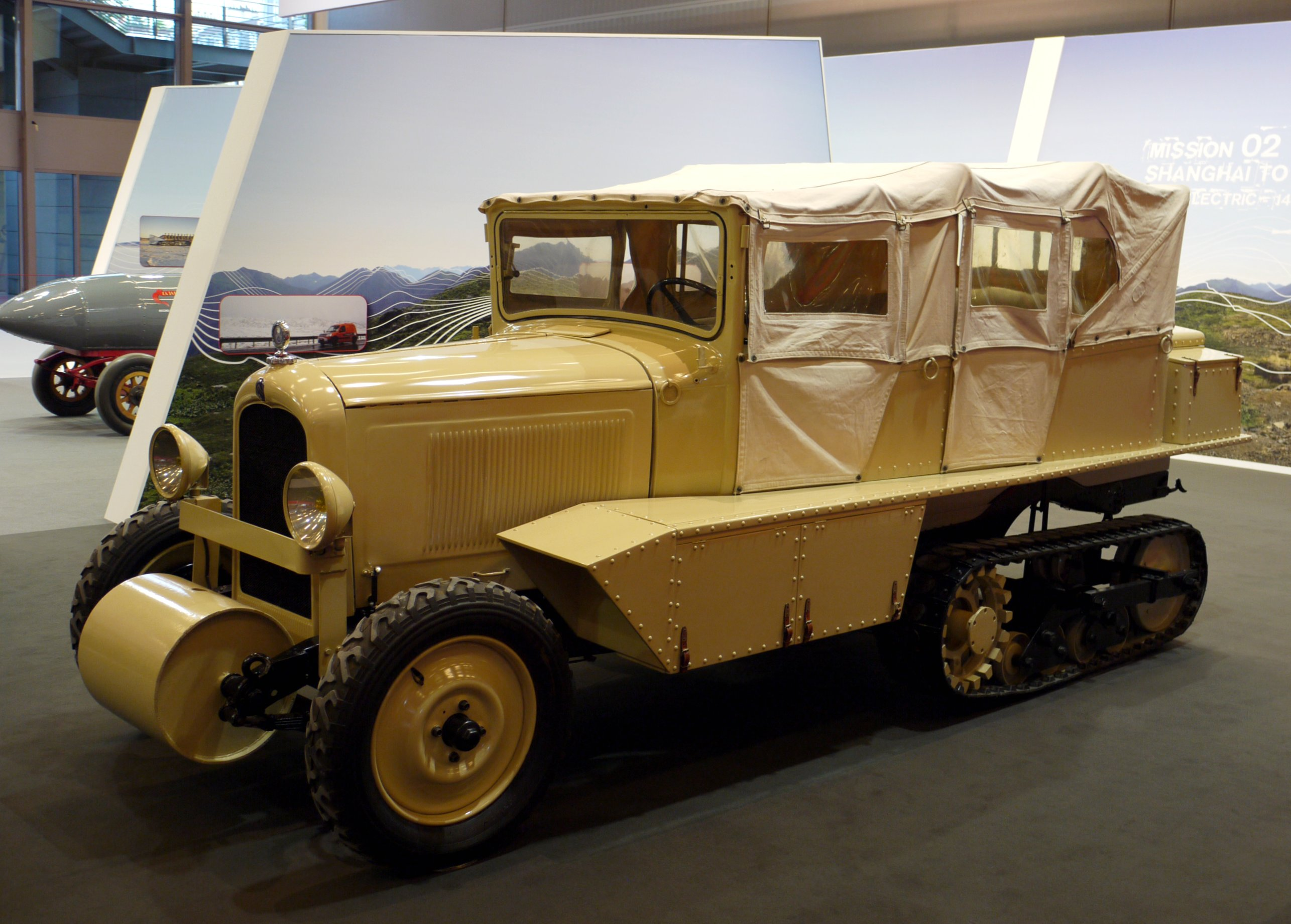
Uno de los semiorugas Citroën-Kégresse utilizados en la expedición Crucero Amarillo.

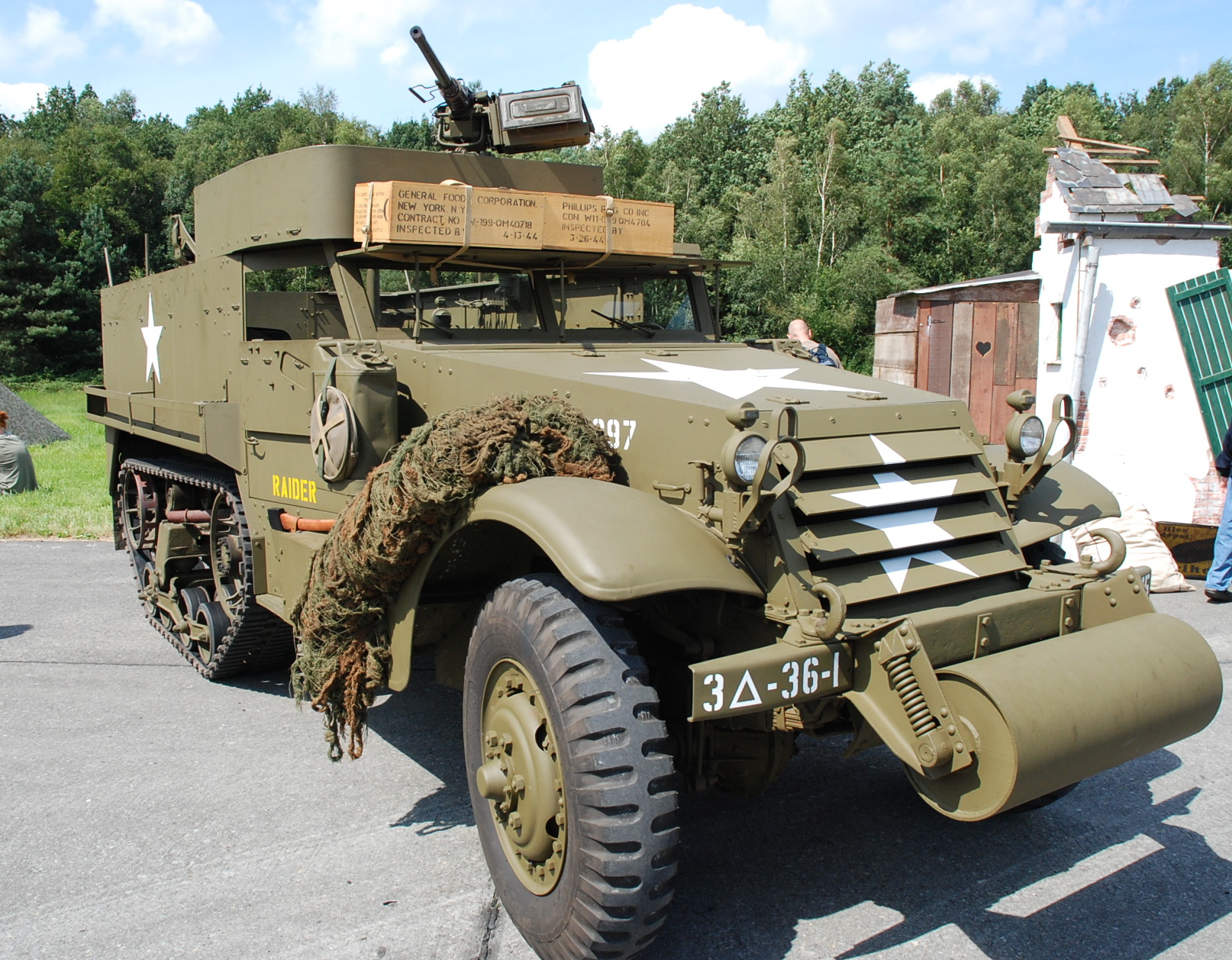
Semioruga M3 blindado.

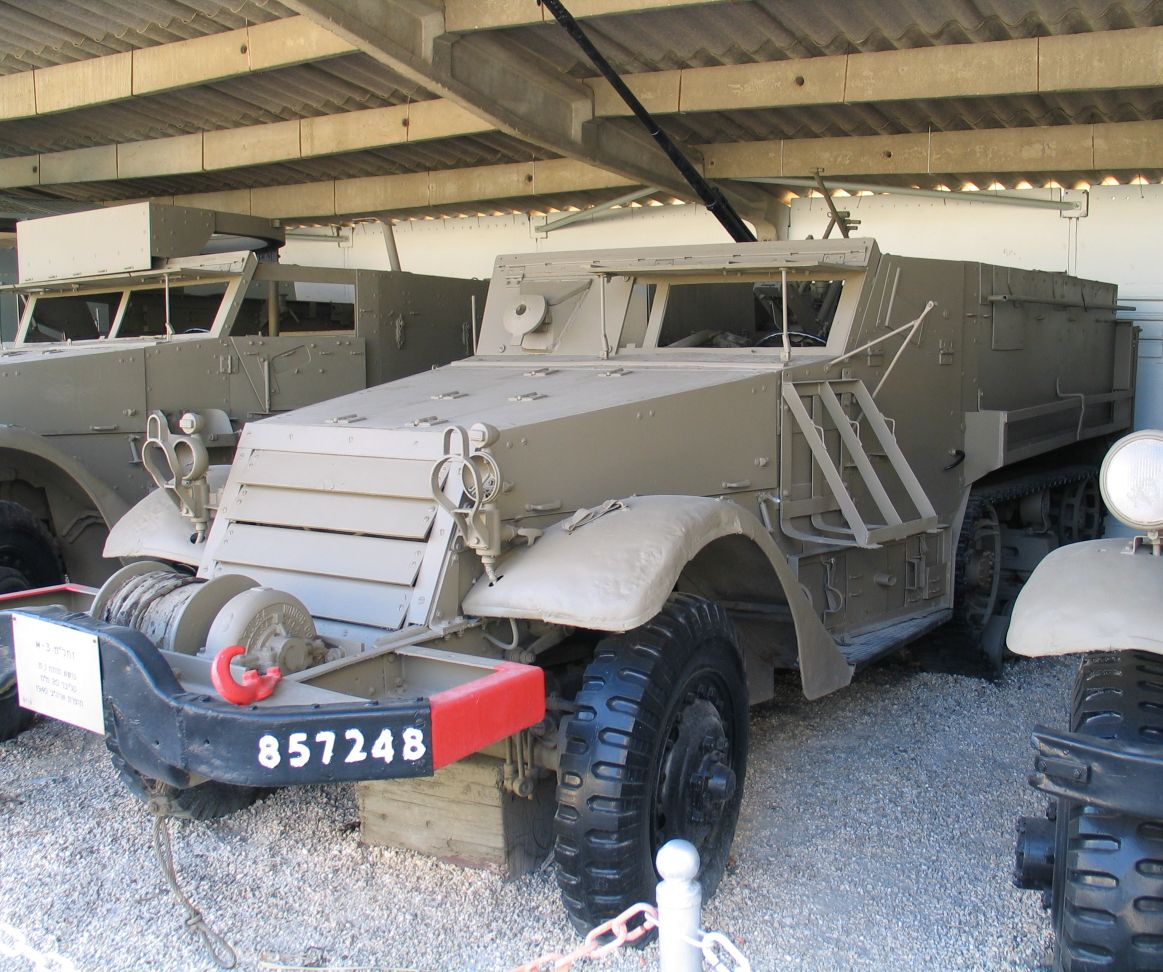
Un M3 israelí modificado, armado con un cañón automático de 20 mm. Museo Batey ha-Osef, Tel Aviv.

### El Steam Log Hauler de Lombard
El concepto de semioruga ya estaba presente en el Steam Log Hauler, uno de los primeros vehículos en utilizar orugas, construido por Alvin Lombard en Waterville (Maine, Estados Unidos), entre 1899 y 1917.
El Steam Log Hauler era un vehículo parecido a una locomotora de vapor -destinado al transporte para la industria maderera- que, en vez de circular por la vía férrea, se desplazaba sobre unos esquís (o ruedas) instalados en la parte frontal y sobre orugas impulsadas por cadenas e instaladas en la parte trasera.
En 1916, el operador de circo Holman Harry Linn solicitó a Alvin O. Lombard la construcción de un tractor a motor para recorrer las malas carreteras de la época. Este ingenio estaba destinado a sustituir los ingenios a gas y a vapor con seis ruedas desarrollados por el propio Linn y disponía de ruedas en la parte frontal y de orugas en la parte trasera. Dicho ingenio fue reemplazado por otro más pequeño en 1917, que tenía dos ruedas delante, pero solo una oruga detrás, proyectado para poder atravesar los pequeños puentes de madera del interior rural.
Los problemas de estabilidad, asociados a una disputa entre Linn y Lombard, llevaron a Linn a crear la firma Linn Manufacturing Corp., para construir y colocar en el mercado sus máquinas del tipo semioruga.
Entretanto, Benjamin Holt adquirió el derecho de construir vehículos Lombard en 1903, iniciando la construcción de sus propios proyectos de tractores agrícolas sobre orugas. Holt registró el término caterpillar (oruga en inglés) como designación comercial de sus vehículos sobre orugas. Los tractores Holt disponían de una suspensión en triciclo, con una rueda en la parte frontal y dos orugas en la parte trasera, debido a los problemas con la dirección de las orugas. Los tractores Holt fueron adoptados por los militares para su uso como tractores de artillería pesada. Durante la Primera Guerra Mundial, a partir de los tractores Holt fueron desarrollados los tanques Mark I británico, Schneider CA1 francés y A7V alemán. Los tractores Holt fueron también el origen de las futuras máquinas sobre orugas Caterpillar.

### Orugas Kégresse
El mecánico francés Adolphe Kégresse -responsable de los garajes del zar Nicolás II de Rusia- inventó, desarrolló y patentó un sistema de tracción tipo semioruga, con el que equipó varios automóviles del zar a partir de 1911. Su sistema fue conocido como "oruga Kégresse". A partir de 1916, la factoría Putilov desarrolló un modelo de vehículo militar, con base en el automóvil blindado Austin al que le fue aplicado el sistema de semioruga inventado por Kégresse.

### Losautochenillesy losautoneiges
En las décadas de 1920 y 1930, se llevaron a cabo muchos experimentos con semiorugas civiles. Citroën, bajo la dirección técnica de Adolphe Kégresse -retornado a Francia- y de Jacques Hinstin, desarrolló entre los años 20 y 30 varios semiorugas conocidos como autochenilles Citroën-Kégresse ("auto orugas" en francés). Andre Citroën patrocinó una serie de expediciones que les llevaron a atravesar los desiertos del Norte de África y de Asia Central. Los autochenilles serían estudiados por el Ejército de los Estados Unidos, llevando al proyecto del semioruga M2.
En la década de 1930, con el hielo y la nieve de Canadá en mente, Joseph-Armand Bombardier desarrolló los autoneiges ("autonieves" en francés), que consistían en semiorugas con capacidad para 7 o 12 pasajeros. Los autoneiges fueron el inicio de lo que sería la empresa Bombardier, siendo vehículos con orugas de tracción en la parte trasera y esquís de dirección en la parte delantera. Los esquís podían ser sustituidos por ruedas en el verano, pero esto era poco común.

### Semiorugas de la Segunda Guerra Mundial
Los semiorugas fueron usados ampliamente durante la Segunda Guerra Mundial, sobre todo por los alemanes -con sus Halbkettenfahrzeug SdKfz 11, SdKfz 250 y SdKfz 251- y por los estadounidenses -con sus half-tracks M2 y M3. Los semiorugas fueron utilizados sobre todo como transportes blindados de personal, cañones antiaéreos autopropulsados y antitanque, como portamorteros, tractores de artillería y en otras funciones. Los alemanes también emplearon el Kettenkrad -un pequeño semioruga con la rueda frontal de una motocicleta- para remolcar pequeñas piezas de artillería y otros fines.
Después de la Segunda Guerra Mundial, los semiorugas fueron utilizados ampliamente hasta finales de los años 1960. Un número significativo de semiorugas de la Segunda Guerra Mundial fue usado aun en combate por Francia en la Guerra de Indochina y en la Guerra de Argelia. Posteriormente, los semiorugas fueron cayendo en desuso, no siendo desarrollados nuevos proyectos de importancia significativa. Sus funciones fueron asumidas por vehículos sobre ruedas o sobre orugas.
Sin embargo, Israel utilizó semiorugas en los varios conflictos con los países árabes, y hasta muy recientemente, aun mantenía en servicio algunos centenares de semiorugas, empleándolos sobre todo en funciones no combatientes. Hasta marzo de 2008, 600 semiorugas todavía estaban oficialmente listados en servicio activo, aunque puede que hayan sido retirados paulatinamente.

## Uso civil
Un gran número de semiorugas de la Segunda Guerra Mundial fueron vendidos a usuarios civiles, algunos como excedentes o más tarde, debido a la obsolescencia, cuando entraron en servicio los transportes blindados de personal. 
La mayoría de los semiorugas sirvieron para tareas relacionadas con la ingeniería, incluyendo terrenos que serían difíciles incluso para los camiones con tracción a las cuatro ruedas, tales como la nieve, la arena y terrenos inundados. Muchos fueron modificados considerablemente para sus nuevas funciones, siendo incluso equipados con cabrestantes, grúas pequeñas y generadores, después de que fuesen retirados los costados de la parte trasera.

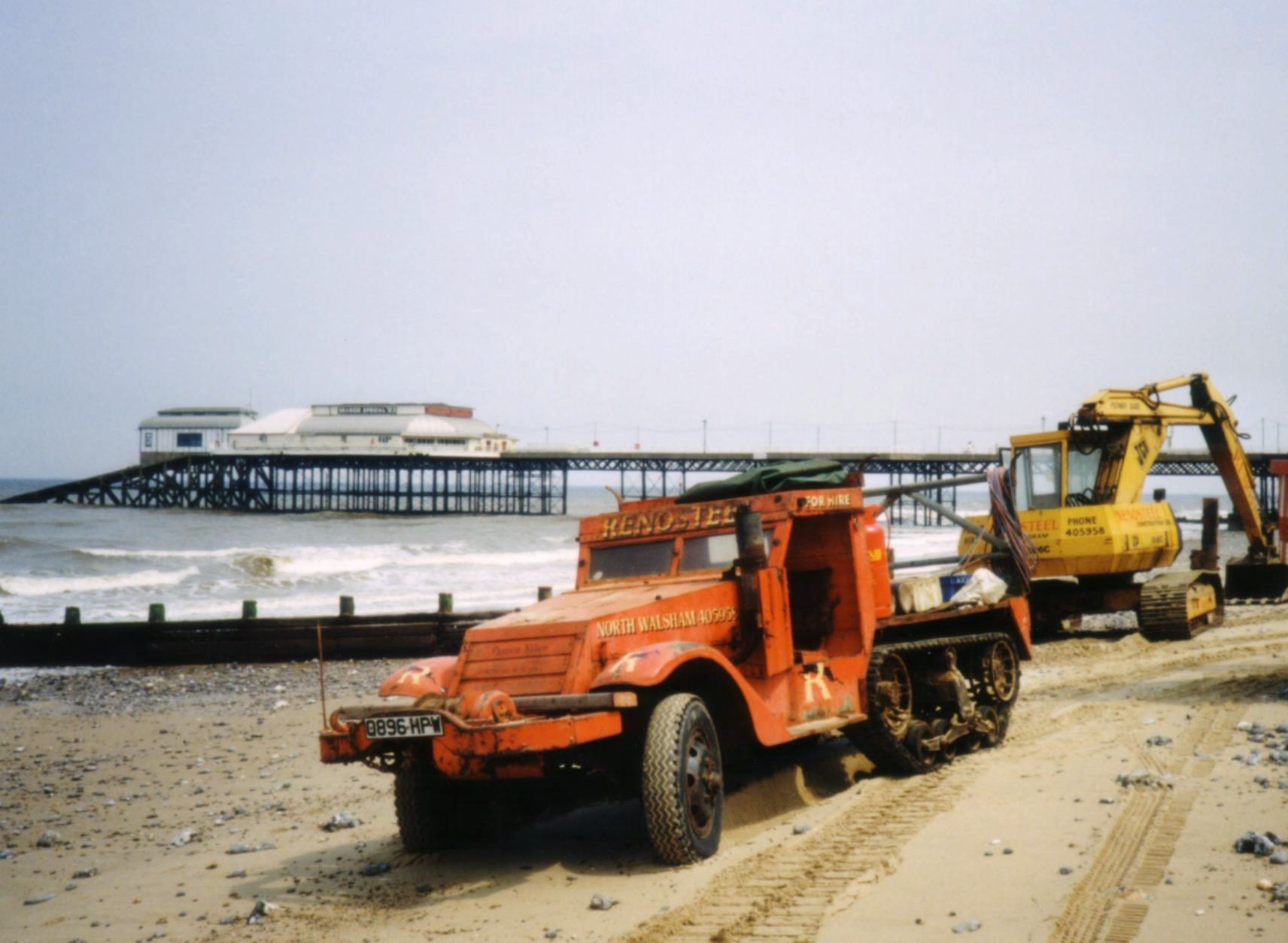
Semioruga operando en Norfolk, Reino Unido (1993).
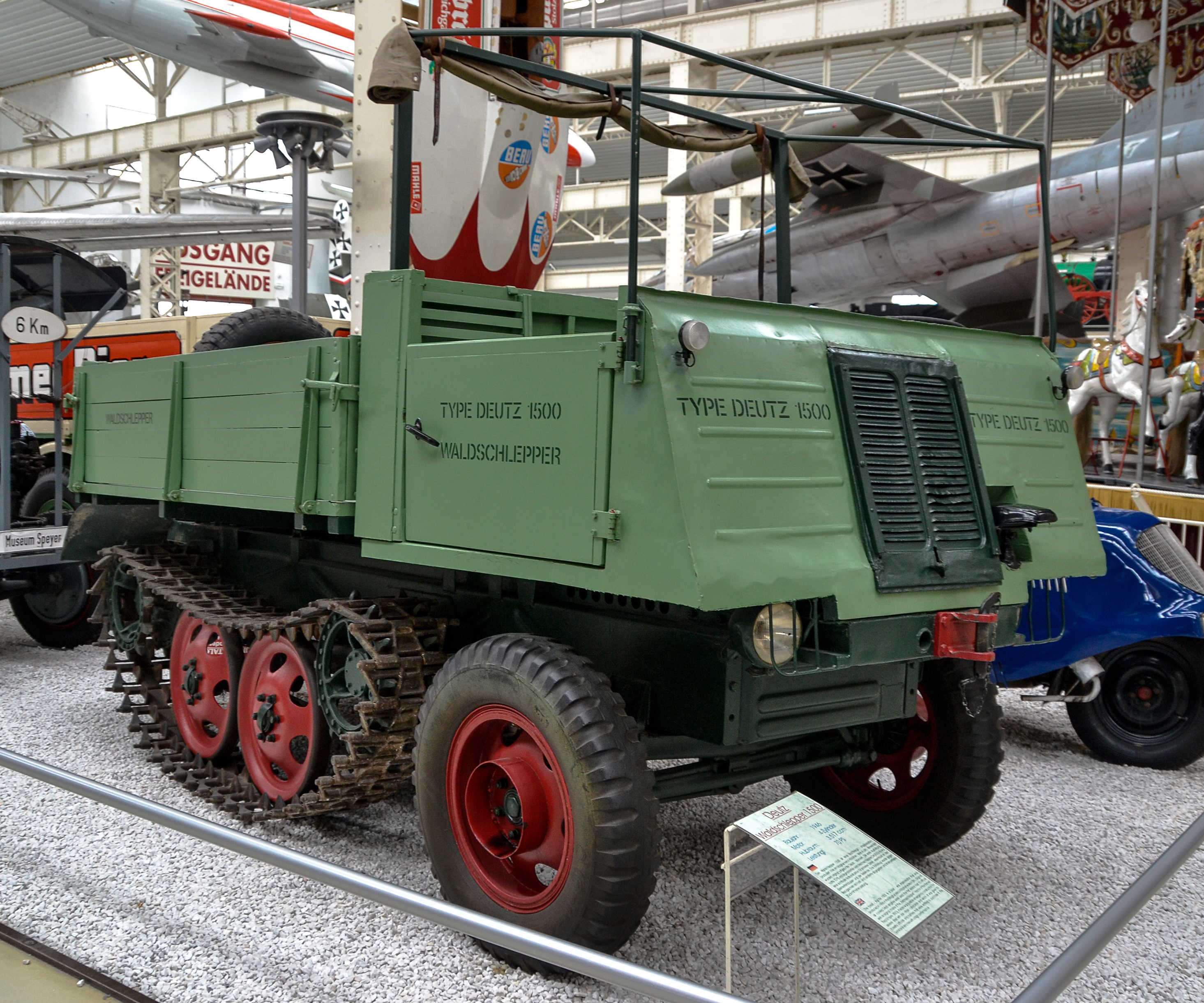
Semioruga RS 1500 como vehículo forestal.